# Feira Internacional de Lisboa

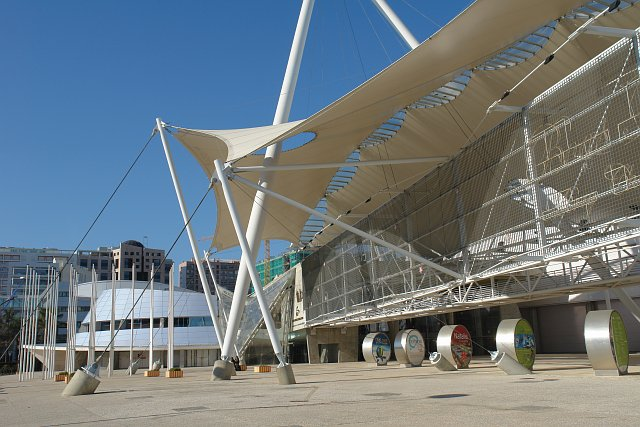
Uma das entradas da atual FIL.

A Feira Internacional de Lisboa, acrónimo FIL, localiza-se no Parque das Nações, na cidade, concelho e distrito de Lisboa, em Portugal. Constitui-se no espaço onde se realizam algumas das maiores feiras temáticas no país.
A FIL foi percursora em Portugal na organização e realização de eventos de dimensão verdadeiramente internacional. 
Desde a sua inauguração das suas instalações na Junqueira, com projeto dos arquitetos Francisco Keil do Amaral e Alberto Cruz (Feira das Indústrias, 1952–57), a FIL recebeu milhões de visitantes e expositores oriundos dos quatro cantos do mundo. 
Em 1999, com a mudança para as suas novas instalações no Parque das Nações, a FIL deu um passo gigante na modernização da actividade de organização e realização de eventos em Portugal. A partir desta data o país passou dispor de instalações cuja dimensão, arquitectura, localização e multifuncionalidade lhe permitem estar permanentemente na rota dos grandes eventos internacionais.
As instalações na Junqueira foram requalificadas e hoje são o Centro de Congressos de Lisboa, um palco de numerosos eventos nacionais e internacionais.

## Caraterísticas
Com uma área coberta de cerca de 43.000 m2 e implantado numa superfície total de 100.000m2 (o equivalente a 11 campos de futebol), o edifício da FIL é constituído por quatro naves de dimensões semelhantes (10.368m2) com 144 metros de comprimento e 72 metros de largura. Outra das principais características é a altura de cada uma das naves, que varia de 10 a 14 metros de altura, e que permite soluções únicas no que respeita à implementação de estruturas para a realização dos eventos. Os quatro pavilhões estão interligados por uma ponte metálica exterior.
Para além dos pavilhões, o recinto compreende ainda um moderno Centro de Reuniões, composto por 3 auditórios e 5 salas de reunião, um pavilhão multiusos com cerca de 1200 m2, diversas áreas comerciais (lojas e restaurantes) bem como um parque de estacionamento subterrâneo com capacidade para 830 viaturas.
A entrada principal localiza-se na zona sul e faz-se através do grand hall, onde são igualmente disponibilizados os diversos serviços de apoio que a FIL presta a visitantes e expositores. A entrada no recinto pode ainda ser feita através da zona norte e da zona poente.

## Feiras
- PET FESTIVAL - Salão dos Animais de Estimação
- BTL - Feira Internacional de Turismo
- FUTURÁLIA[2] - Salão de Oferta Educativa, Formação e Empregabilidade
- PAPERGIFT - Salão Internacional de Papelaria, Material Didáctico, Brinquedo, Brinde, Festas e Decoração
- ACQUALIVEEXPO - Água, Energia, Resíduos e Ambiente
- ENERGYLIVEEXPO - Eficiência Energética, Energias Renováveis, Mobilidade Eléctrica
- LISBOA MOTOSHOW
- LISBOA GAMES WEEK
- MOTORCLÁSSICO - Salão Internacional de Automóveis e Motociclos Clássicos
- ALIMENTARIA & HOREXPO LISBOA - Salão Internacional da Alimentação, Hotelaria e Tecnologia para a Indústria Alimentar
- TEKTÓNICA - Feira Internacional de Construção e Obras Públicas
- SEGUREX - Salão Internacional de Protecção e Segurança
- ARTE LISBOA - Feira de Arte Contemporânea
- FIA - Feira Internacional do Artesanato
- INTERCASA - Feira Internacional de Soluções e Conceitos Globais de Decoração
- SIL - Salão Imobiliário de Portugal
- LXD - Lisboa Design Show
- NATALIS - Feira de Natal de Lisboa
- WEB SUMMIT[3]